# 主任
主任，在中文中是指主持、負責大小事務的官員，一般是設有該職階的機構的主官。
中华人民共和国在文化大革命时期，地方各级人民政府改为革命委员会，负责人即是主任。目前，中华人民共和国国务院体系中，国务院组成部门多称某部或某委员会，部长和委员会主任是同级的部门首长，如國家發展改革委員會主任。
中華民國政府体系中，例如退輔會主任委員亦是部長級的官職。日本雖然也有稱為「主任」（日语：／ shu-nin */?）的官職，但實際上是一個類似資深職員的「同輩中的第一人」性質的初階職位，通常授予一位資歷較深的成員，委任其管理某一特定事務。